# São Sebastião de Lagoa de Roça
São Sebastião de Lagoa de Roça é um município brasileiro localizado na Região Metropolitana de Esperança, estado da Paraíba. Sua população em 2013 foi estimada pelo IBGE (Instituto Brasileiro de Geografia e Estatística) em 11.495 habitantes, distribuídos em 50 km² de área. Fundado em 1961, está localizado a uma altitude de 641 m.

## História
O município de São Sebastião de Lagoa de Roça emancipou-se políticamente pela lei estadual nº 2651 de 20 de dezembro de 1961, com território desmembrado de Alagoa Nova.

## Geografia
O município está incluído na área geográfica de abrangência do semiárido brasileiro, definida pelo Ministério da Integração Nacional em 2005.  Esta delimitação tem como critérios o índice pluviométrico, o índice de aridez e o risco de seca.